# Faut réparer Sophie
Faut réparer Sophie è un film del 1933 diretto da Alexandre Ryder.